# Love Like This
"Love Like This" (em português:  Um Amor Assim) é uma canção da cantora Natasha Bedingfield com participação do cantor Sean Kingston, lançada como single apenas na América do Norte. É a primeiro single da versão ameriacana do álbum N.B. de Natasha Bedingfield, chamado Pocketful of Sunshine.

## Videoclipe
O videoclipe da canção foi dirigido por Gil Green e produzido pela fusão @ Crossroads. O vídeo estreou no Web site oficial dos EUA de Bedingfield em 27 de Setembro de 2007.  No vídeo, ele caracteriza alguns dos convidados do clube que fazem a dança "Crank That", uma dança criada por Soulja Boy para sua canção "Crank That (Soulja Boy)".

## Crítica
"Love Like This" recebeu revisões misturadas recebidas dos críticos. A Billboard descreveu a canção como "uma trilha jaunty, jovem que a base dos espaços livres" nat, quando a Stylus Magazine o chamou "inútil". Michael Slezak do Entertainment Weekly encontrou a canção ele disse "sentimento de absolutamente nada". Slezak era imparcial com emparelhar-se de Bedingfield e de Kingston, escrevê-lo "é como se dois povos que eu não sou convencido inteiramente podem cantar começado junto e gravado uma canção pesadamente foco-agrupada, a seguir funcionou seus vocals através de um computador gigante"

## Formatos e faixas
CD Single
1. "Love Like This" - 3:45

## Desempenho nas paradas
"Love Like This" lançado oficialmente para radio nos Estados Unidos 20 de Setembro de 2007. A canção foi liberada como um download 2 de Outubro de 2007, e alcançou o número 21 no Hot 100 da Billboard. No Canadá, a trilha alcançou o 21 do número nos 100 chart e o 29 do número na Digital Hot 100. [1]

### Posições
| Top (2007)                              | Melhor posição |
| --------------------------------------- | -------------- |
| Canadá - Hot 100 Singles                | 35             |
| Austrália - Parada de Singles ARIA      | 77             |
| Nova Zelândia - Parada de Singles RIANZ | 5              |
| Noruega                                 | 44             |
| Turquia                                 | 19             |
| EUA - Billboard Hot 100                 | 21             |
| EUA - Billboard Pop 100                 | 18             |